# Constitution du Kenya
Lire en ligne

Consulter

La Constitution du Kenya est la loi fondamentale du Kenya adoptée le 6 mai 2010. Elle abroge la Constitution de 1969.

## Constitutions précédentes
Le Kenya a eu deux Constitutions auparavant :
- la Constitution kényane de 1963, rédigée au moment de l'indépendance ;
- et la Constitution kényane de 1969.

## Sources
- (en) Cet article est partiellement ou en totalité issu de l’article de Wikipédia en anglais intitulé « Constitution of Kenya » (voir la liste des auteurs).

## Compléments